# 克拉斯·塞纳
克拉斯·塞纳（瑞典語：Klas Särner，1891年12月25日—1980年1月22日），生于哈布，瑞典男子体操运动员。他曾获得1920年夏季奥运会体操比赛男子团体瑞典式金牌。他于1980年在斯德哥尔摩去世。